# Registro civil

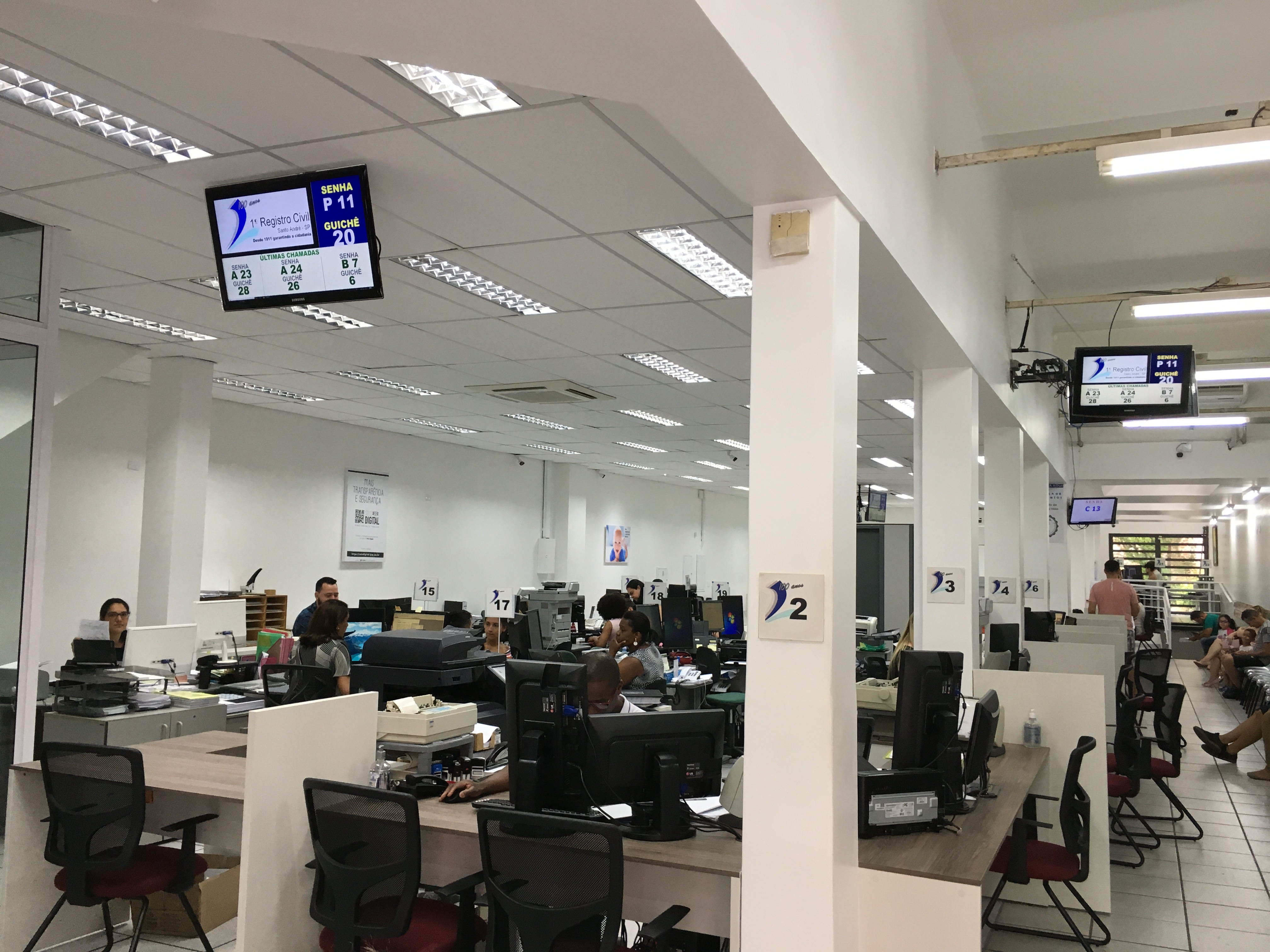
Sala de espera do cartório do 1º. Ofício de Registro Civil de Santo André (São Paulo).

Registro civil (português brasileiro) ou registo civil (português europeu) é o termo jurídico que designa o assentamento dos fa(c)tos da vida de um indivíduo, tais como o seu nascimento, casamento, divórcio ou morte (óbito). Também são passíveis de registro civil as interdições, as tutelas, as adoções, os pactos pré-nupciais, o exercício do poder familiar (chamado de pátrio poder no antigo código civil de 1916 e atualizado para poder familiar no atual código civil do Brasil; em Portugal: poder paternal), a opção de nacionalidade, entre outros fatos que afetam diretamente a relação jurídica entre diferentes cidadãos.

## História
O registro de indivíduos remonta à Antiguidade, no entanto, aplicava-se apenas a alguns poucos que à época possuíam o título de cidadãos (homens livres). Depois da queda do Império Romano, a Igreja Católica tornou-se a responsável pelo registro dos indivíduos e dos seus títulos, continuando a tradição clássica de registrar fatos que envolviam somente pessoas com posses, sejam de ordem eclesiástica, dinástica ou nobiliárquica.
A primeira vez que se institui o registro universal dos batismos e das mortes (sepulturas) foi em 1539 com a Ordenança de Villers-Cotterêts no Reino da França. Somente com o fim do Concílio de Trento, em 1563, é que a obrigatoriedade do registro de batismos, matrimônios e mortes de todos os indivíduos é estendida à totalidade do mundo católico.
Finalmente, no início do século XIX o registro civil como é conhecido hoje, ou seja, universal e laico foi criado com o advento do Código Napoleônico de 1804. Todos os territórios sob o jugo de Napoleão Bonaparte foram obrigados a adotar o novo código, fato o qual afetou sensivelmente o poder da Igreja Católica.
Pode-se considerar que o Código Napoleônico tenha sido o maior legado de Napoleão à Humanidade, pois direta ou indiretamente — e mesmo no Oriente — todos os países do mundo sofreram a sua influência em maior ou menor grau, o que se evidencia nos seus sistemas legais.

## O registro civil no Brasil
Nas cidades (grandes municípios) o registro civil teve seu início por volta do ano de 1875, embora só tenha passado a ser de instituição obrigatória em 1888 com a Lei do Registro Civil promulgada pouco antes da Proclamação da República.
No Brasil, desde o seu início, o registro civil configura-se como um serviço público delegado a privados responsáveis pelos Cartórios do Registro Civil. Até 1988, com a promulgação da Constituição atualmente em vigor, os cartórios eram cedidos de forma vitalícia e hereditária pelo governo da União (mais recentemente pelos estados da federação) a personalidades ilustres da sociedade como forma de barganha política e também como meio de controle social.
Atualmente, o registro civil é oficialmente apresentado sob o nome de Ofício do Registro Civil das Pessoas Naturais, sendo os oficiais indicados por concurso público.

## O registro civil em Portugal

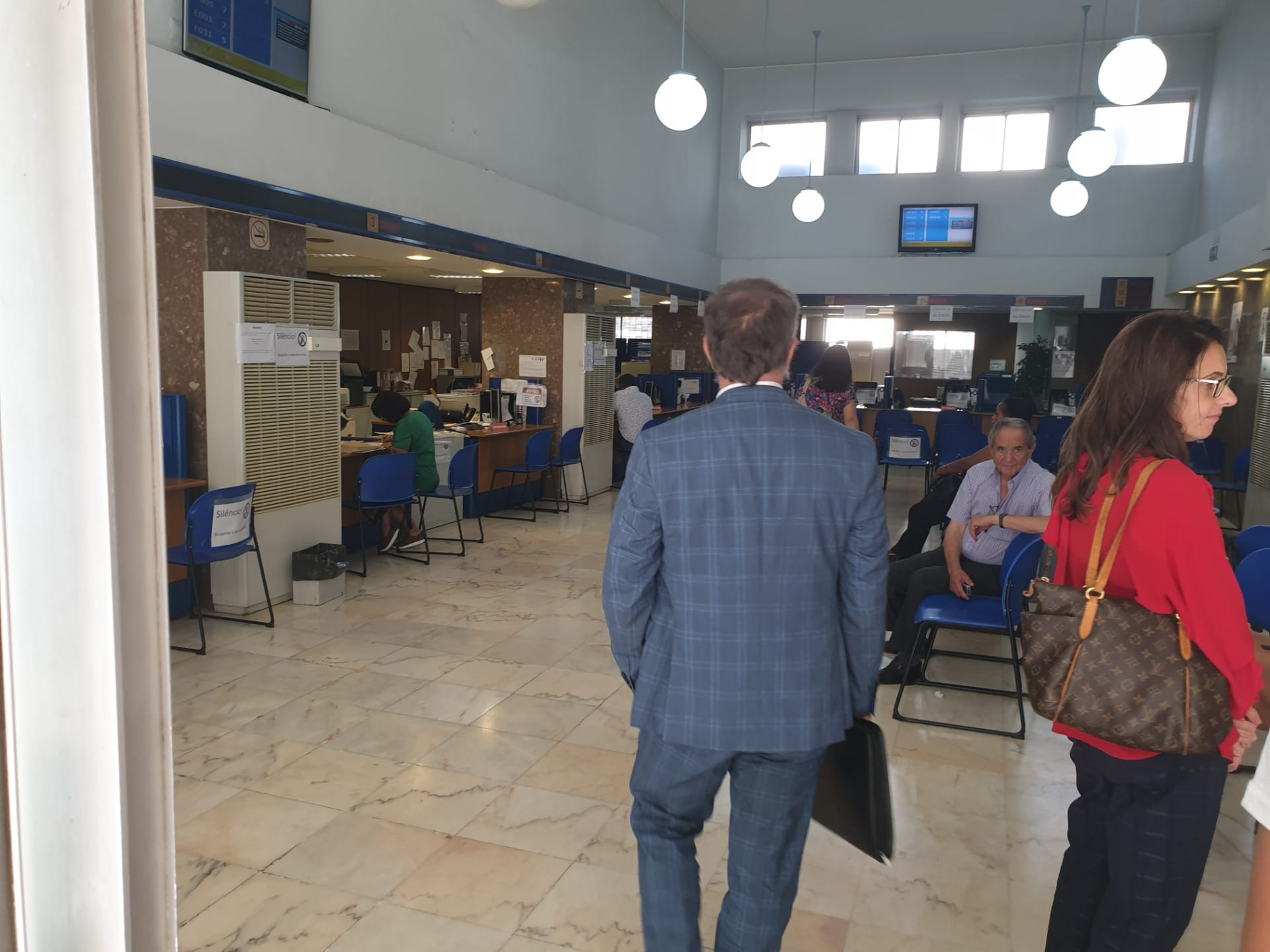
A Conservatória dos Registos Centrais em Lisboa, responsável pelo registo de factos ocorridos no estrangeiro e pela atribuição e concessão da nacionalidade.

O registro civil em Portugal é oficialmente instituído pelo "Código do Registo Civil" de 18 de fevereiro de 1911 (alguns meses antes da promulgação da Constituição portuguesa de 1911).
Em 20 de abril de 1911, a "Lei da Separação da Igreja do Estado" radicaliza o Estado laico e determinou que todos os registos paroquiais (baptismos, casamentos e óbitos) anteriores a 1911 gozassem de eficácia civil e fossem transferidos das respectivas paróquias para as recém-instituídas Conservatórias do Registo Civil. Essa era uma luta anterior que vinha desde que foi formada, em 1895, a Associação do Registo Civil, uma agremiação maçónica, apresentada pelos seus mentores como "um forte baluarte anticlerical e antirreligioso".
De forma geral, há hoje uma conservatória de registo civil em cada concelho português, sendo que nas cidades de Lisboa, Porto, Vila Nova de Gaia e Setúbal há onze, quatro, duas e duas conservatórias respectivamente. Em concelhos de pequena e média dimensão, as conservatórias também acumulam outras funções além do registo civil, como o registo predial (imóveis), comercial (pessoas jurídicas) e de veículos.
Em Lisboa está localizada a Conservatória dos Registos Centrais que é responsável pelos registos que envolvam cidadãos portugueses no estrangeiro e pela gestão de qualquer trâmite que diga respeito à nacionalidade portuguesa.